# Pavel Kortchaguine
Pour plus de détails, voir Fiche technique et Distribution.
Pavel Kortchaguine (en russe : Павел Корчагин) est un film soviétique réalisé par Alexandre Alov et Vladimir Naoumov en 1956, d'après le roman Et l'acier fut trempé de Nikolaï Ostrovski,,.

## Synopsis
L'histoire se déroule en 1920-1930. Pavel Kortchaguine, cloué au lit par une maladie mortelle, se souvient des jours glorieux de sa jeunesse combattante, de la lutte révolutionnaire, de la construction d'un chemin de fer en hiver pour sauver la ville du froid et de la faim, de la vie dure du communisme militaire et de son amour de jeunesse. Kortchaguine perd progressivement la vue, mais rassemble ses dernières forces pour terminer le livre de ses mémoires,.

## Fiche technique
- Titre : Pavel Kortchaguine
- Titre original : Павел Корчагин
- Réalisation : Alexandre Alov, Vladimir Naoumov
- Scénario : Konstantin Issaïev d'après le roman de Nikolaï Ostrovski
- Photographie : Ilia Minkovetski, Suren Shakhbazyan
- Direction artistique : Wolf Agranov
- Compositeur : Iouri Chtchurovski (ru)
- Second réaslisateur : Igor Bjevski
- Son : Ariadna Fedorenko
- Costumes : Olga Yablonska
- Décors : Aleksandr Lisenbart
- Directeur de production : Bernard Glazman
- Production : Studio Kiev
- Pays d'origine : URSS
- Format : 35 mm - noir et blanc
- Genre : film de guerre, drame
- Durée : 97 minutes
- Date de sortie : 1956

## Distribution
- Vassili Lanovoï : Pavel Kortchaguine
- Elza Lejdeï : Rita Oustinovitch
- Vladimir Marenkov (ru) : Ivan Jarki
- Pavel Oussovnichenko (ru) : Joukhraï
- Dmitri Milioutenko (ru) : Tokarev
- Aleksandr Lebedev (ru) : Nikolaï Okounev
- Lev Perfilov : Frantz Klavitchek
- Lydia Piktorskaïa (ru) : mère de Pavel Kortchaguine
- Konstantin Stepankov : Akime
- Ada Rogovtseva : Christina
- Nikolaï Grinko : tchékiste
- Valentina Telegina : bouilleuse de cru
- Felixe Yavorski (ru) : Viktor Lechinski
- Evgueni Morgounov : voyageur dans le train (non crédité)